# Йокаичи
Йокаичи е град в Япония. Населението му е 310 750 жители (по приблизителна оценка от октомври 2018 г.), (2010 г.), площта му е 205,53 km². Намира се в часова зона UTC+9. Производствен център в който се произвежда порцелан, автомобили, текстилни изделия, химикали, чай, цимент и компютърни части.